# جيمس سوين
جيمس سوين (بالإنجليزية: James Swain)‏ (7 يونيو 1956)؛ روائي أمريكي.